# Rödingsjön (Dorotea socken, Lappland, 718015-149177)
Rödingsjön är en sjö i Dorotea kommun i Lappland och ingår i Ångermanälvens huvudavrinningsområde. Sjön har en area på 0,219 kvadratkilometer och ligger 495 meter över havet.

## Delavrinningsområde
Rödingsjön ingår i det delavrinningsområde (718015-149124) som SMHI kallar för Utloppet av Rödingsjön. Medelhöjden är 512 meter över havet och ytan är 1,13 kvadratkilometer. Det finns inga avrinningsområden uppströms utan avrinningsområdet är högsta punkten. Vattendraget som avvattnar avrinningsområdet har biflödesordning 6, vilket innebär att vattnet flödar genom totalt 6 vattendrag innan det når havet efter 279 kilometer. Avrinningsområdet består mestadels av skog (80 procent). Avrinningsområdet har 0,22 kvadratkilometer vattenytor vilket ger det en sjöprocent på 19,3 procent.